# 線斑副唇魚
線斑副唇魚，為輻鰭魚綱鱸形目隆頭魚亞目隆頭魚科的其中一種，分布於西印度洋的馬達加斯加及葛摩海域，棲息深度12-40公尺，本魚雄性色彩比雌性鮮豔，體型也較大;雄性的顏色在求偶期的時候顏色更鮮豔，鱗片有深褐色的斑紋;頭部上具黃色的斑紋，並延伸至胸部及腹部，體鮮橘色，體長可達7公分，棲息在珊瑚碎石底質海域，生活習性不明，可作為觀賞魚。

## 擴展閱讀
維基物種上的相關：線斑副唇魚